# Acacia nuperrima
Acacia nuperrima är en ärtväxtart som beskrevs av Baker f. Acacia nuperrima ingår i släktet akacior, och familjen ärtväxter. Inga underarter finns listade i Catalogue of Life.